# Цеттель, Катрин
Ка́трин Це́ттель (нем. Kathrin Zettel, род. 5 августа 1986 года) — австрийская горнолыжница, чемпионка мира 2009 года в комбинации, двукратная вице-чемпионка мира, многократная победительница этапов Кубка мира. Специализировалась в технических дисциплинах.
Цеттель участвовала в трёх зимних Олимпийских играх — в 2006 году в Турине она стартовала в трёх дисциплинах — в слаломе она была дисквалифицирована в первой попытке, заняла седьмое место в слаломе-гиганте и стала четвёртой в комбинации. В 2010 году в Ванкувере Катрин стала 4-й в суперкомбинации, 5-й в гигантском слаломе и 13-й в слаломе. В 2014 году в Сочи завоевала бронзу в слаломе, а также стала 19-й в гигантском слаломе.
В чемпионатах мира Цеттель участвовала 6 раз подряд (2005—2015). Лучшим её результатом стало золото в комбинации на чемпионате 2009 года. Также она становилась чемпионкой и серебряным призёром среди юниоров.
Также Цеттель 9 раз побеждала на этапах Кубка мира — 7 раз в гигантском слаломе и 2 раза в слаломе. Лучший её позиция в итоговой классификации — четвёртое место по итогам сезона 2008/09.
Завершила карьеру в июле 2015 года.

## Призовые места на этапах кубка мира

### 1-е место
Слалом-гигант
- 6 марта 2009, Офтершванг, Германия
- 25 января 2009, Кортина-д’Ампеццо, Италия
- 28 декабря 2008, Земмеринг, Австрия
- 25 октября 2008, Зёльден, Австрия
- 28 декабря 2006, Земмеринг, Австрия
- 25 ноября 2006, Аспен, США

### 2-е место
Комбинация
- 17 января 2009, Альтенмаркт, Австрия

Слалом-гигант
- 21 декабря 2005, Шпиндлерув Млин, Чехия

Слалом
- 11 января 2009, Марибор, Словения
- 29 декабря 2006, Земмеринг, Австрия
- 5 февраля 2006, Офтершванг, Германия
- 5 января 2006, Медведница, Хорватия

### 3-е место
Комбинация
- 20 февраля 2009, Тарвизио, Италия
- 15 декабря 2006, Райтеральм, Австрия

Слалом-гигант
- 15 марта 2008, Бормьо, Италия
- 27 октября 2007, Зёльден, Австрия
- 3 февраля 2006, Офтершванг, Германия
- 10 декабря 2005, Аспен, США

Слалом
- 14 декабря 2008, Ла-Молина, Испания
- 9 декабря 2007, Аспен, США
- 11 ноября 2006, Леви, Финляндия
- 10 марта 2006, Леви, Финляндия
- 11 декабря 2005, Аспен, США

## Зачёт кубка мира

### Общий зачёт
- 2004/2005 — 36-е место (193 очка)
- 2005/2006 — 7-е место (872 очка)
- 2006/2007 — 11-е место (568 очков)
- 2007/2008 — 13-е место (558 очков)
- 2008/2009 — 4-е место (1046 очков)

### Зачёт по скоростному спуску
- 2005/2006 — 49-е место (16 очков)

### Зачёт по комбинации
- 2004/2005 — 6-е место (85 очков)
- 2005/2006 — 11-е место (60 очков)
- 2006/2007 — 11-е место (60 очков)
- 2007/2008 — 3-е место (162 очка)

### Зачёт по супергиганту
- 2004/2005 — 30-е место (58 очков)
- 2005/2006 — 31-е место (45 очков)
- 2006/2007 — 23-е место (57 очков)
- 2007/2008 — 23-е место (74 очка)

### Зачёт по слалому-гиганту
- 2004/2005 — 18-е место (98 очков)
- 2005/2006 — 6-е место (314 очков)
- 2006/2007 — 7-е место (206 очков)
- 2007/2008 — 6-е место (249 очков)
- 2008/2009 — 2-е место (501 очко)

### Зачёт по слалому
- 2004/2005 — 23-е место (95 очков)
- 2005/2006 — 4-е место (399 очков)
- 2006/2007 — 8-е место (257 очков)
- 2007/2008 — 9-е место (192 очка)
- 2008/2009 — 6-е место (309 очков)